# مصعد تزلج

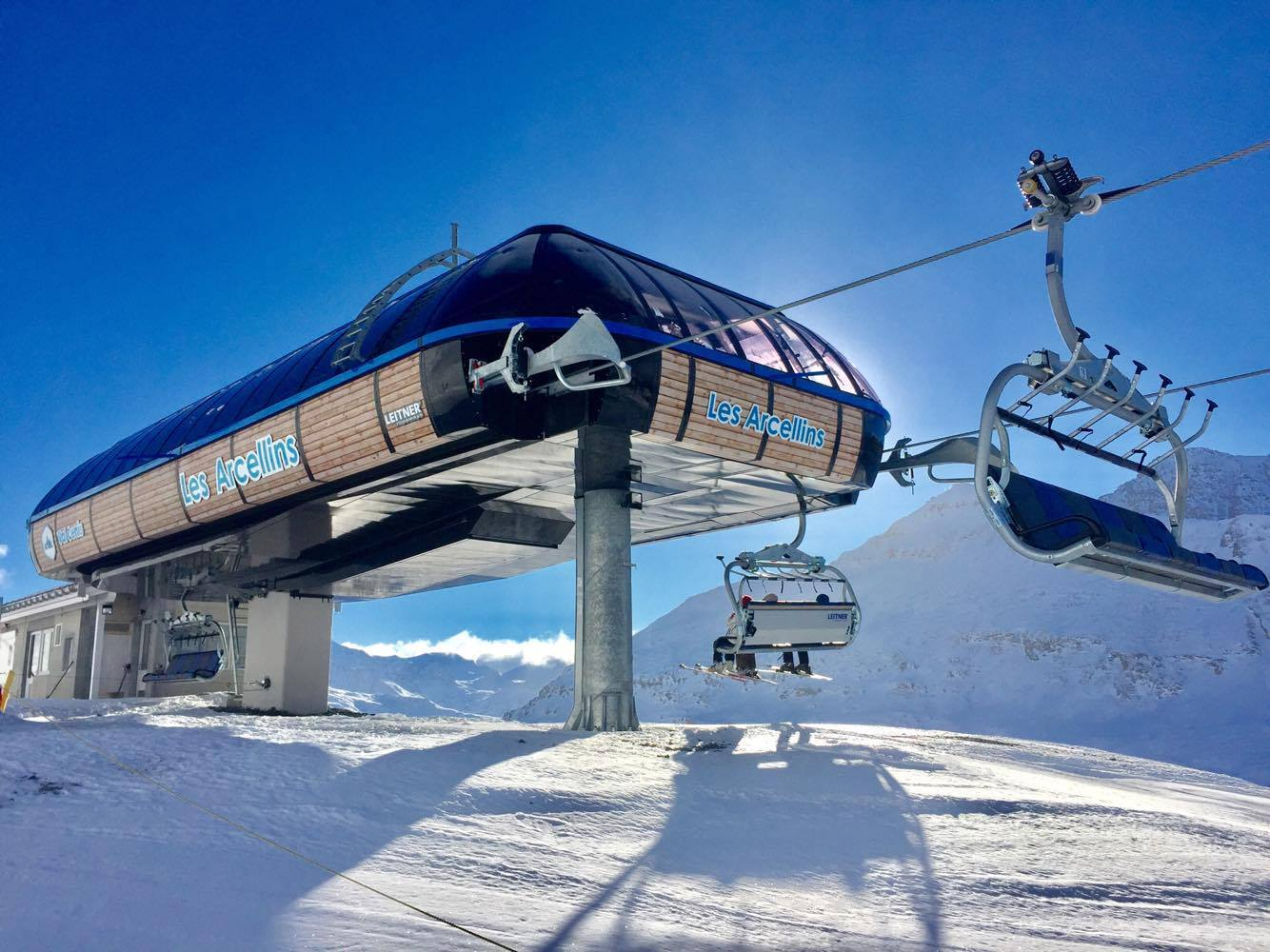
المصعد المقعدي في منتجع في فرنسا

مصعد التزلج هو آلية لنقل المتزلجين إلى أعلى التل. عادةً ما تكون مصاعد التزلج خدمة مأجورة في منتجعات التزلج. بنى أول مصعد للتزلج روبرت وينترهالدر في شُلاخ في عام 1908 الألمانيُّ.

## الأنواع
- تنقل التلفريك المتزلجين في الهواء.[3] غالبًا ما تكون مسارات حبال ثنائية وأي أن للكبلات وظيفتان مختلفتان (الحمل والسحب).[4]
  - جمازة جوية
  - مصعد مقعدي
  - Funitels
  - غندول
  - مصعد هجين
- مصعد الجر